# Alexander Östlund
Jan Alexander Östlund (* 2. November 1978 in Åkersberga) ist ein ehemaliger schwedischer Fußballspieler. Nach der Karriere änderte er seinen Namen zu Alexander Arnold Mezan.

## Karriere
Alexander Östlund ist ein linker Außenverteidiger und vor allem als Offensivcharakter gefährlich, wenn er schnell über seine Seite in die gegnerische Hälfte vorstößt. Da er gelernter Stürmer war, kommt ihm seine Abschlussstärke und seine Schnelligkeit zugute. Seine Karriere begann er bei AIK Solna, wo er sich jedoch nie durchsetzen konnte. Nach einer Leihe zu IF Brommapojkarna, welche in der 2. Schwedischen Liga spielte, kam er zurück und wechselte nach Portugal, wo er jedoch kein einziges Spiel absolvierte. Danach kehrte er zurück in die Heimat zum IFK Norrköping. Seine weiteren Wechsel ins Ausland, besonders zu Feyenoord Rotterdam, waren erfolgreich. 2006 wechselte er zum FC Southampton, 2008 zu Esbjerg fB. Ende 2009 beendete er seine Laufbahn.
In der schwedischen Nationalmannschaft spielte er 22 mal.